# Instituto de Información y Comunicación Social
El Instituto de Información y Comunicación Social (ICS) es un organismo perteneciente a la Administración Central del Estado Cubano que se encarga del control de todos los medios de comunicación social de Cuba, incluyendo la prensa, las cien emisoras de radio y cuarenta y dos canales públicos de televisión, tanto nacionales como provinciales y locales. Fue fundado el 24 de agosto de 2021, mediante el Decreto Ley 41/2021, en reemplazo del Instituto Cubano de Radio y Televisión (ICRT).

## Funciones

Logotipo de la Marca país de Cuba

Las funciones y atribuciones del ICS para controlar los medios de comunicación social están establecidas en la Ley 162/2023 «De Comunicación Social». Entre ellas se encuentra la gestión de la marca país de Cuba a través de un Consejo con ese propósito, de llevar el Registro Nacional de Publicaciones Seriadas y de regular la publicidad y el patrocinio en los medios cubanos.

## Estructura
El Instituto de Información y Comunicación Social está dirigido por una presidencia, luego tres vicepresidencias y una secretaría. Su estructura está formada por unas Direcciones Generales, unas 
Direcciones Órgano Central y unas Entidades Subordinadas.
Direcciones Generales:
- Dirección General de Comunicación Organizacional y Comunitaria
- Dirección General de Comunicación Mediática
- Dirección General de Publicidad y Patrocinio
- Dirección General de la Radio Cubana
- Dirección General de la Televisión cubana

Direcciones Órgano Central:
- Dirección general de Comunicación Organizacional y Comunitaria
- Dirección de Comunicación Organizacional
- Dirección General de Comunicación Mediática
- Dirección Políticas Mediáticas
- Dirección de Publicaciones Seriadas y Sitios Web
- Dirección General de Publicidad y Patrocinio
- Publicidad y Patrocinio en ámbito mediático
- Dirección para la Atención a Anunciantes, Agencias y Publicidad en Exteriores
- Dirección de Comunicación Institucional
- Dirección de Cuadros
- Dirección de Organización, Planificación e Información
- Dirección de Economía y Finanzas
- Dirección de Transformación Digital
- Dirección de Recursos Humanos
- Dirección de Relaciones Internacionales
- Dirección de Inspección de la Comunicación Social
- Dirección de Auditoría
- Dirección Jurídica
- Dirección de Ciencia e Innovación
- Dirección de Seguridad, Protección y Defensa
- Dirección de Análisis de la Información y la Comunicación
- Dirección de Patrimonio
- Dirección General de la Radio Cubana
- Dirección General de la Televisión cubana
- Departamento Independiente de Atención a la Población

Entidades Subordinadas:
- Puesto de Dirección
- Consejo Marca País
- Escuela Ramal para la Información y la Comunicación Social
- Unidad de Aseguramientos y Servicios al ICS

A su vez en cada provincia hay una Dirección Provincial de Información y Comunicación Social y en cada municipio hay una estructura de Comunicación Social.
La presidencia del ICS hace parte del Consejo de Ministros de Cuba. El presidente actual es Alfonso Noya Martínez, quien ejerció el mismo cargo en el ICRT desde 2016 hasta su disolución. Los vicepresidentes son Belkys Pérez Cruz, Jorge Legañoa Alonso y Onelio Castillo Corderí.